# Popis hrvatskih veleposlanika u Bugarskoj
Republika Hrvatska i Republika Bugarska održavaju diplomatske odnose od 13. kolovoza 1992. Sjedište veleposlanstva je u Sofiji.

## Veleposlanici
Veleposlanstvo Republike Hrvatske u Republici Bugarskoj osnovano je odlukom predsjednika Republike od 23. rujna 1992.
| Veleposlanik       | Postavljenje        | Opoziv             | Sjedište |
| ------------------ | ------------------- | ------------------ | -------- |
| Bernardo Jurlina   | 9. listopada 1992.  | 30. travnja 1994.  | Sofija   |
| Darinko Bago       | 1. svibnja 1994.    | 1. siječnja 1996.  | Sofija   |
| Neven Jurica       | 4. ožujka 1996.     | 1. travnja 1997.   | Sofija   |
| Mate Meštrović     | 15. svibnja 1997.   | 31. srpnja 1999.   | Sofija   |
| Tonči Staničić     | 1. kolovoza 1999.   | 31. prosinca 2003. | Sofija   |
| Dražen Vukov Colić | 20. listopada 2004. | 31. prosinca 2008. | Sofija   |
| Danijela Barišić   | 1. siječnja 2009.   | 30. lipnja 2012.   | Sofija   |
| Ljerka Alajbeg     | 1. listopada 2013.  | 31. kolovoza 2019. | Sofija   |
| Jasna Ognjanovac   | 1. rujna 2019.      |                    | Sofija   |